# Gradignan
Gradignan – miejscowość i gmina we Francji, w regionie Nowa Akwitania, w departamencie Żyronda.

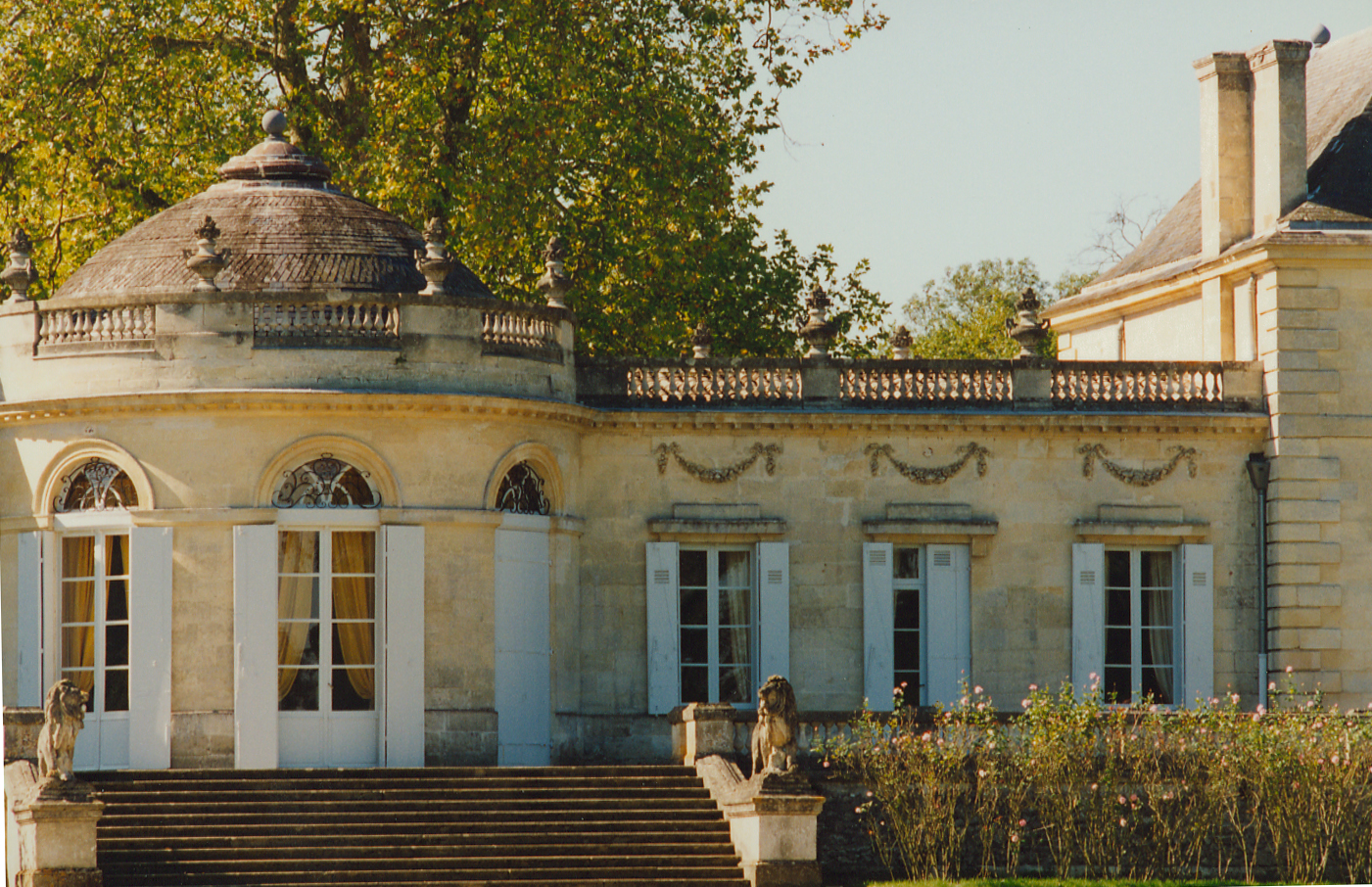

Według danych na rok 1990 gminę zamieszkiwało 21 727 osób, a gęstość zaludnienia wynosiła 1378 osób/km² (wśród 2290 gmin Akwitanii Gradignan plasuje się na 17. miejscu pod względem liczby ludności, natomiast pod względem powierzchni na miejscu 716.).